# DVONN
DVONN — стратегическая настольная игра для двух игроков, вышедшая в 2001 году. Создана бельгийским геймдизайнером Крисом Бурмом. Это четвёртая из шести игр его проекта GIPF.

## Инвентарь
Игровой инвентарь — размеченное шестиугольной решёткой поле и круглые фишки. В набор входят 23 белых, 23 чёрных и 3 красных фишки.

## Награды и номинации
- Spiel des Jahres 2002 — входит в рекомендательный список (нем. Spiel des Jahres – Auswahlliste)[1]
- International Gamers Awards 2002 — победитель в номинации «General Strategy Games — 2-Player»[2]
- Mensa Select 2002 — победитель
- Nederlandse Spellenprijs 2002 — номинирован[3]
- Game of the Year 2003 (Приз журнала «Games») — победитель в номинации «Traditional (Nonelectronic) Games»[4]